# Ollé
Ollé – miejscowość i gmina we Francji, w Regionie Centralnym, w departamencie Eure-et-Loir.
Według danych na rok 1990 gminę zamieszkiwało 479 osób, a gęstość zaludnienia wynosiła 37 osób/km² (wśród 1842 gmin Centre, Ollé plasuje się na 695. miejscu pod względem liczby ludności, natomiast pod względem powierzchni na miejscu 992.).